# 臨津県 (吉林省)
臨津県（りんしん-けん）は中華人民共和国吉林省にかつて存在した県。現在の四平市梨樹県北部に相当する。
金代に設置され、元代に廃止された。